# Manu Morlanes
Pour les articles homonymes, voir Arino.
Manuel « Manu » Morlanes, né le 12 janvier 1999 à Saragosse en Espagne, est un footballeur espagnol qui évolue au poste de milieu central au RCD Majorque.

## Biographie

### Villarreal
Né à Saragosse en Espagne, Manu Morlanes est formé par le club local du Real Saragosse avant de poursuivre sa formation au Villarreal CF. Il joue son premier match avec l'équipe première le 7 décembre 2017, à l'occasion d'une rencontre de Ligue Europa contre le Maccabi Tel Aviv FC où il est titularisé (défaite 0-1 de Villarreal).
Le 18 août 2018 Morlanes joue son premier match de Liga lors de la première journée de la saison 2018-2019 face à la Real Sociedad. Il est titulaire lors de cette rencontre mais son équipe s'incline (1-2). Il inscrit son premier but le 7 mars 2019, lors du huitième de finale aller de Ligue Europa face au Zénith Saint-Pétersbourg, en inscrivant le dernier but de son équipe, qui s'impose ce jour-là par trois buts à un.

### Prêts
Le 7 septembre 2020 Manu Morlanes est prêté pour une saison avec option d'achat à l'UD Almería,, club évoluant alors en deuxième division espagnole.
Le 16 août 2021, Manu Morlanes est cette fois prêté à l'Espanyol de Barcelone pour une saison.

### RCD Majorque
Le 31 janvier 2023, Manu Morlanes rejoint le RCD Majorque sous la forme d'un prêt jusqu'à la fin de la saison, avec obligation d'achat.
Morlanes marque son premier but pour Majorque le 9 avril 2023 contre le Real Valladolid, en championnat. Il est titularisé et les deux équipes se neutralisent (3-3 score final).
Le 15 mai 2023, la clause d'achat est activée par Majorque et Morlanes s'engage alors définitivement avec le club. Il signe un contrat courant jusqu'en juin 2028.

### En sélection
Avec l'équipe d'Espagne des moins de 17 ans, Manu Morlanes inscrit un doublé contre la Pologne en octobre 2016, lors des éliminatoires du championnat d'Europe des moins de 17 ans. Il est ensuite sélectionné afin de participer à la phase finale du Championnat d'Europe 2016 des moins de 17 ans qui a lieu en Azerbaïdjan. Il est titulaire et même capitaine lors de cette compétition. Il s'illustre en délivrant deux passes décisives, face à l'Italie lors du premier tour, puis face à l'Angleterre en quart de finale. L'Espagne se hisse jusqu'en finale, en étant battue aux tirs au but (6-5) par le Portugal, après que les deux équipes se soient neutralisés (1-1).

## Palmarès

### En club
- Villarreal CF
  - Finaliste de la Supercoupe de l'UEFA en 2021